# 亨德森 (密歇根州)
亨德森（英語：Henderson）是位於美國密歇根州夏厄沃西縣拉什鎮區的一個普查規定居民點。

## 人口
根據2020年美國人口普查的數據，亨德森的面積為9.49平方千米，當中陸地面積為9.32平方千米，而水域面積為0.17平方千米。當地共有人口413人，而人口密度為每平方千米43.52人。